# رولاند بوش
رولاند بوش (من مواليد 22 نوفمبر 1964 في إرلنغن) فيزيائي ألماني ورئيس تنفيذي في شركة سيمنز.  توفي هو وعائلتة 10/4/2025 اثر حادث طائرة الذي سقطت في نهر هدسون في نيويورك الولايات المتحدة الامريكية 

## النشأة
درس بوش الفيزياء في جامعة جامعة إرلنغن نورنبيرغ وجامعة غرونوبل حتى عام 1989. في يوليو 1993 حصل على الدكتوراه من جامعة إرلنغن نورنبيرغ.

## مسيرته المهنية
بدأ بوش حياته المهنية في شركة سيمنز في عام 1994 كمدير مشروع في قسم البحث والتطوير المركزي في إرلنغن. بعد ذلك بعام انتقل إلى مجال تكنولوجيا السيارات والتخطيط الاستراتيجي في ريغنسبورغ، حيث عمل كمتخصص في تقنيات خلايا الوقود ومن عام 1997 كمساعد للمجلس التنفيذي. في عام 1998، عمل بوش في إدارة العمليات والمعلومات في إدارة الجودة والاستشارات الداخلية.
في عام 2001 كان مسؤولاً عن الإستراتيجيات والاستشارات وفي عام 2002 أصبح رئيس قسم حلول المعلومات والترفيه. منذ عام 2005، شغل بوش منصب الرئيس والمدير التنفيذي لشركة سيمنز في دي أو للمحركات. في عام 2007 أصبح رئيسًا لقسم النقل الجماعي في قسم أنظمة النقل في إرلنغن. بعد ذلك بعام، تولى بوش إدارة قسم الإستراتيجيات المؤسسية في ميونيخ.
كان بوش عضوًا في مجلس إدارة شركة سيمنز منذ عام 2011. أصبح مديرًا للتكنولوجيا في ديسمبر 2016 ورئيسًا للعمليات في أكتوبر 2018.
تم تعيين بوش نائبًا للرئيس التنفيذي جو كايزر في أكتوبر 2019، والذي خلفه في 3 فبراير 2021.